# El Naranjo, Tamaulipas
El Naranjo är en ort i Mexiko.   Den ligger i kommunen El Mante och delstaten Tamaulipas, i den centrala delen av landet, 400 km norr om huvudstaden Mexico City. El Naranjo ligger 62 meter över havet och antalet invånare är 160.
Terrängen runt El Naranjo är platt. Runt El Naranjo är det glesbefolkat, med 10 invånare per kvadratkilometer. Närmaste större samhälle är Ciudad Mante, 4,6 km väster om El Naranjo. Trakten runt El Naranjo består till största delen av jordbruksmark.